# Dan Feuerriegel
Dan Feuerriegel (Sydney, 29 de outubro de 1981) é um ator australiano que mora atualmente na cidade de Los Angeles, Estados Unidos. Tendo atuado em várias séries de televisão australiana, tornou-se conhecido internacional pelo seu papel como o gladiador recruta Agron nas séries Spartacus: Blood and Sand, Spartacus: Vengeance e Spartacus: War of the Damned.

## Biografia
Daniel Gregory Feuerriegel nasceu em Sydney, Austrália, em 29 de outubro de 1981. Nasceu com um problema cardíaco chamado bloqueio cardíaco congênito, graças ao qual teve um marca-passo implantado aos dezessete anos. Em 1998, graduou-se no Feuerriegel Villanova College, um colégio católico localizado em Coorparoo, um subúrbio de Brisbane, Queensland. Estudou teatro na Universidade de Tecnologia de Queensland em Brisbane, tendo se formado no ano de 2002.

## Carreira
- Juntou-se ao elenco de Small Claims: White Wedding e à curta-metragem Boys Grammar em 2005.[3]
- Em 2006, apareceu em Burke & Wills e na curta-metragem True. Nesse mesmo ano interpretou ainda o personagem recorrente Leo Coombes na série de sucesso McLeod's Daughters em cinco episódios e apareceu na série Stupid, Stupid Man, atuando como Kim no episódio "The Reunion".
- Juntou-se ao elenco da curta-metragem e Between the Flags em 2007.
- Em 2008, apareceu em um papel recorrente na série de sucesso Home and Away, onde interpretou o jornalista Gavin Johnson. No mesmo ano, estrelou em um episódio de The Strip, com Aaron Jeffery.
- Em 2009 ele atuou como Brendan na série australiana All Saints. Anteriormente, em 2006, ele havia interpretado o personagem Cameron "Indy" Jones na mesma série.
- Em 2010 ele interpretou Agron, um gladiador recruta na série de sucesso Spartacus: Blood and Sand.[4] Feuerriegel continuou esse papel nas temporadas seguintes da série, Spartacus: Vengeance (2012) e Spartacus: War of the Damned (2013), tendo este sido seu papel mais reconhecido internacionalmente.

## Filmografia

### Cinema
| Ano  | Filme                       | Papel         | Comentário                       |
| ---- | --------------------------- | ------------- | -------------------------------- |
| 2005 | Small Claims: White Wedding | Brendan Rigby | contracenando com Claudia Karvan |
| 2005 | Boys Grammar                | Ben           | (curta-metragem)                 |
| 2006 | Burke & Wills               | Guy           |                                  |
| 2006 | True                        | Russell       | (curta-metragem)                 |
| 2007 | Between the Flags           | First Guy     | (curta-metragem)                 |
| 2012 | Ruin                        | Fighter       | (curta-metragem)                 |
| 2014 | Cryptic                     | Jim Jonas     |                                  |

### Televisão
| Ano       | Titulo Original                 | Papel                          | Comentário                                                                                            |
| --------- | ------------------------------- | ------------------------------ | --- |
| 2006      | RAN: Remote Area Nurse          | Ben                            | 1 episódio: "The Gardens of the Torres Strait"                                                        |
| 2006      | McLeod's Daughters              | Leo Coombes                    | 5 episódios; contracenando com Michala Banas, Simmone Jade Mackinnon, Abi Tucker                      |
| 2006      | Stupid, Stupid Man              | Kim                            | 1 episódio: "The Reunion"                                                                             |
| 2008      | Home and Away                   | Gavin Johnson                  | 9 episódios                                                                                           |
| 2008      | The Strip                       | Rhys Roberts                   | episódio 1.15                                                                                         |
| 2006–2009 | All Saints                      | Cameron "Indy" Jones / Brendan | 2 episódios: "Out of the Ashes" e "Jaws of Death"                                                     |
| 2010      | Spartacus: Blood and Sand       | Agron                          | 6 episódios; contracenando com Andy Whitfield, John Hannah e Lucy Lawless                             |
| 2012      | Spartacus: Vengeance            | Agron                          | 10 episódios; contracenando com Liam McIntyre, Peter Mensah, Craig Parker, Viva Bianca e Lucy Lawless |
| 2013      | Spartacus: War of the Damned    | Agron                          | 10 episódios; contracenando com Liam McIntyre, Manu Bennett e Dustin Clare                            |
| 2015      | Marvel's Agents of S.H.I.E.L.D. | Spud                           | 3° Temporada                                                                                          |
| 2017      | NCIS: Los Angeles               | Angus Reeves                   | 9° Temporada                                                                                          |

### Teatro
| Ano  | Título Original                                     | Papel               | Diretor                   | Teatro              | Comentário                                                   |
| ---- | --------------------------------------------------- | ------------------- | ------------------------- | ------------------- | ------------------------------------------------------------ |
| 2004 | Sleeping Around                                     | Greg                | Katy Alexander            | Belvoir Theatre     | contracenando com Craig Brown Jacobie Gray e Charlotte Gregg |
| 2004 | Little Malcolm and his Struggle against the Eunuchs | Ingham              | Amos Szeps                | Old Fitzroy Theatre | contracenando com Jacobie Gray e Ash Lyons                   |
| –    | The Beauty Queen of Leenane                         | Ray                 | Winston Cooper            | New Theatre         | –                                                            |
| –    | Song of the Yellow Bittern                          | Vince               | Moelisea Stafford         | –                   | –                                                            |
| –    | Pink Floyds – The Wall                              | Ensemble            | John O’Hare               | –                   | –                                                            |
| –    | The Jungle                                          | Jimmy               | Leonard Meenach           | –                   | –                                                            |
| –    | Merchant of Venice                                  | Arragon & Balthazar | Diane Eden e Peter Lavery | –                   | –                                                            |
| –    | Histories                                           | Ensemble            | Gavin Robins              | –                   | –                                                            |
| –    | Rent                                                | Benny               | Deborah McCauslane        | –                   | –                                                            |
| –    | The Three Sisters                                   | Solyony             | Jeffery Renn              | –                   | –                                                            |
| –    | Soiled                                              | Ensemble            | Deborah McCauslane        | –                   | –                                                            |
| –    | They Shoot Horses Don’t They                        | Ensemble            | Leonard Meenach           | –                   | –                                                            |
| –    | Spurboard                                           | Ensemble            | David Lynch               | –                   | –                                                            |